# Erechtites jastrzębcowaty

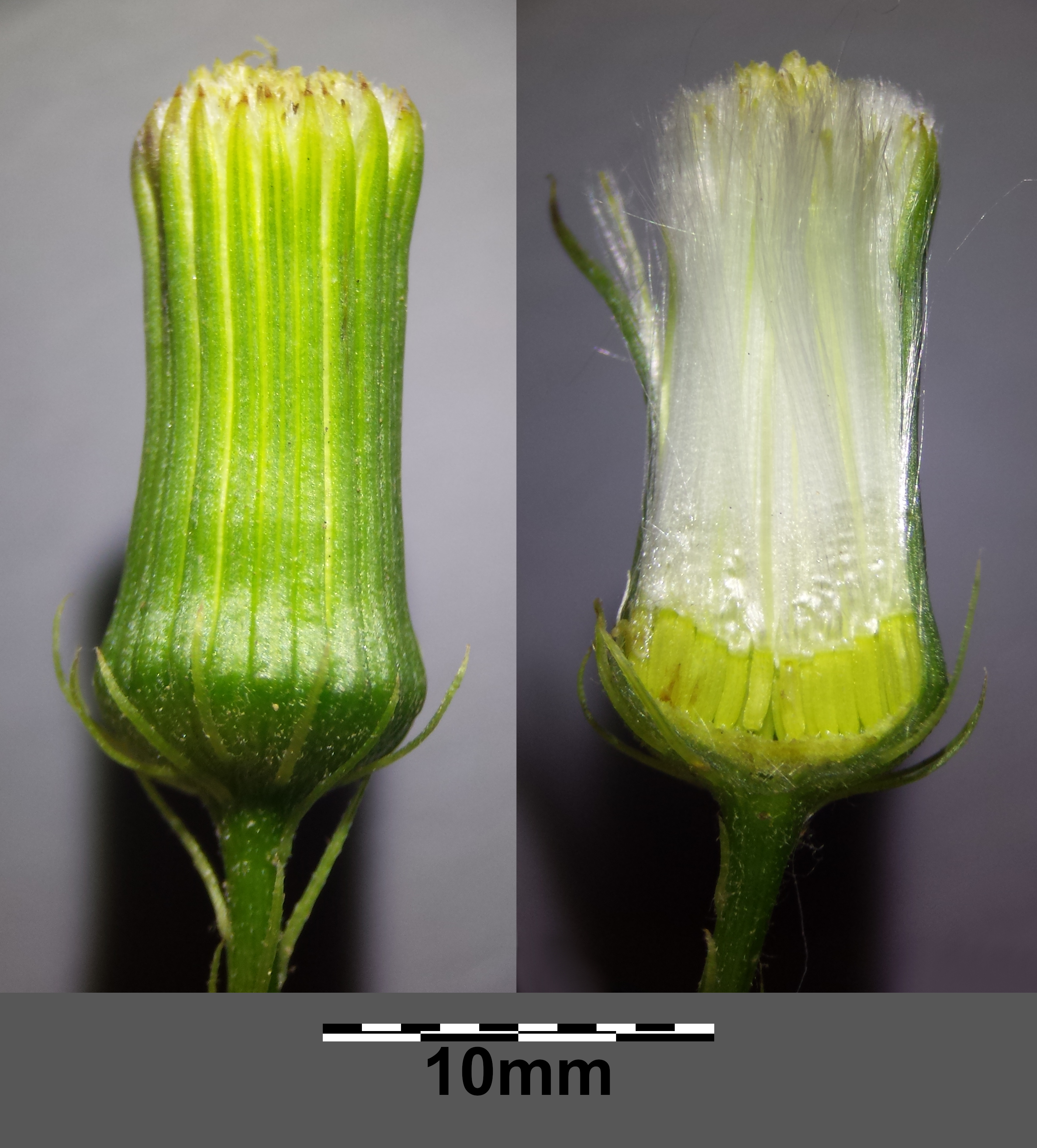
Koszyczek kwiatowy

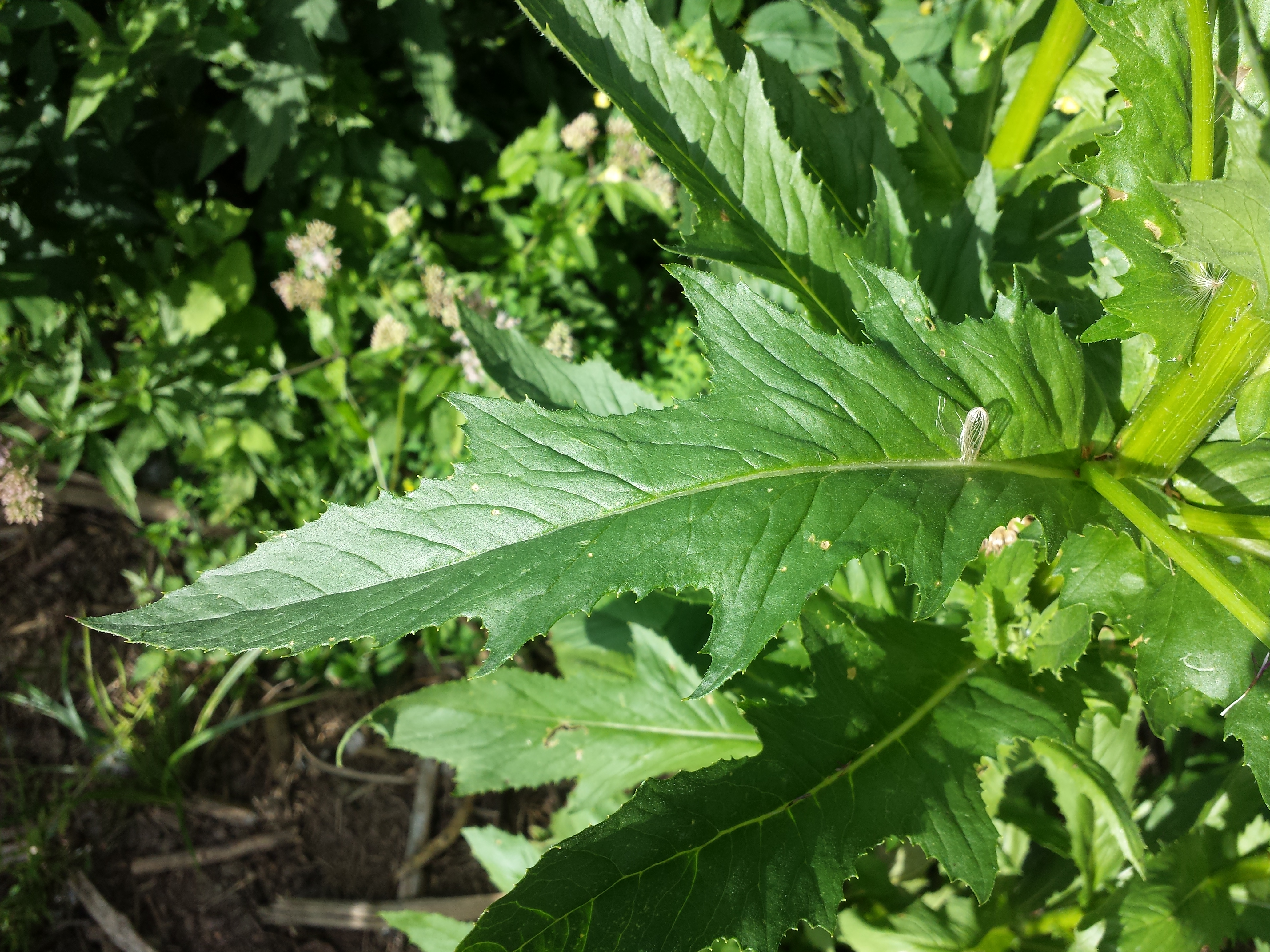
Liść

Erechtites jastrzębcowaty (Erechtites hieraciifolius Raf.) – gatunek rośliny należący do rodziny astrowatych. Pochodzi z obu kontynentów amerykańskich, gdzie rośnie na obszarze od południowej Kanady po północną Argentynę. Jako gatunek inwazyjny rozprzestrzenia się także w Europie Środkowej (od Niemiec i Szwajcarii na zachodzie po Ukrainę na wschodzie), Azji Wschodniej i Południowo-Wschodniej (od Indii i Indonezji po Chiny i Koreę) oraz na nowozelandzkiej Wyspie Północnej. Erechtites w Europie odkryty został w 1876 w Chorwacji, na ziemiach polskich (na Dolnym Śląsku) w 1902. W Polsce najliczniejsze stanowiska ma w południowo-zachodniej części kraju, ale rozprzestrzenia się w wielu regionach. W 2020 dotarł do Puszczy Białowieskiej.
Młode liście roślin tego gatunku mogą być spożywane jako warzywo. W Kolumbii roślina wykorzystywana jest jako lecznicza.

## Morfologia
PokrójRoślina zielna o pojedynczym, prosto wzniesionym pędzie, słabo rozgałęzionym lub rozgałęziającym się słabo w górnej części. Osiąga zwykle od 50 do 150 cm wysokości, ale w zależności od warunków siedliskowych osiągać może ledwo 30 cm lub wyrastać na wysokość 200, czy nawet 250 cm. Łodyga jest pusta, żeberkowana, naga lub owłosiona. U odmiany var. megalocarpus pęd (łodyga i liście) są gruboszowate.
LiścieSkrętoległe, odziomkowe i łodygowe, równomiernie rozmieszczone na całej wysokości łodygi, przy czym w czasie kwitnienia zwykle liście u nasady pędu zaczynają już zamierać. Liście są krókoogonkowe i siedzące, o blaszce cienkiej (u formy typowej), jasnozielonej, od spodu z wyraźną siatką żyłek. Osiągają od kilku do 20 cm długości i do 8 cm szerokości. W ogólnym zarysie są jajowato-lancetowate do lancetowatych, przy czym zwężają się ku górze. Najwyższe liście są prawie równowąskie. Blaszka niższych liści jest nierówno zatokowo ząbkowana lub wrębna, na brzegu i od spodu na głównych żyłkach orzęsiona. Koniec liścia zaostrzony.
KwiatyZebrane w koszyczki, a te w wąskie baldachogrono na szczycie pędu. Na poszczególnych odgałęzieniach kwiatostanu w dolnej części rozwija się do 4 koszyczków, a w górze są one pojedyncze. W sumie jest ich od kilku do 20, rzadko 40. W obrębie kwiatostanu złożonego na szypułach koszyczków wyrastają nieliczne, nitkowate podsadki. Okrywa koszyczków jest walcowato dzwonkowata, z zielonymi listkami osiągającymi zwykle do 11 mm długości i 1 mm szerokości wyrastającymi w jednym szeregu. Listki te są błoniasto obrzeżone i zwężają się ku szczytowi. Dno koszyczka jest płaskie i nagie. Kwiaty w koszyczkach są rurkowate, bladożółte, czasem czerwonawo nabiegłe. Na brzegach w kilku szeregach wyrastają kwiaty żeńskie w liczbie kilkudziesięciu do ponad 100, a w części środkowej koszyczka kilkanaście do kilkudziesięciu kwiatów obupłciowych. Korona kwiatów jest rurkowata, o długości od 7 do 12 mm, zakończona jest 4–5 ząbkami.
OwoceNiełupki do 4 mm długości, wrzecionowate, słabo owłosione, z wyraźnymi bruzdami i żeberkami, zwieńczone puchem kielichowym jedwabistym, delikatnym, białym, w czasie owocowania wystającym ponad listki okrywy (osiąga 7–8 mm długości).

## Biologia i ekologia
Roślina jednoroczna kwitnąca w Europie zwykle od maja do września, gdzie indziej do października. Gatunek jest wiatrosiewny i tworzy trwały bank nasion – nasiona kiełkują nawet wiele lat po rozsianiu, gdy naruszona zostanie gleba lub roślinność zostanie zniszczona w wyniku pożaru.
Gatunek pionierski. Rośnie na glebach zróżnicowanych pod względem żyzności, wilgotności, odczynu i zasolenia, przy czym preferuje miejsca wilgotne. Występuje głównie w lasach (w Polsce głównie w kompleksach borów i kwaśnych dąbrów), zaroślach, na zboczach, w miejscach wilgotnych, zwykle w miejscach zaburzonych i dobrze nasłonecznionych – na polanach śródleśnych, na zrębach, na rumowiskach, wzdłuż skrajów lasów i dróg leśnych. Rośnie także w szuwarach na brzegach wód i jako chwast w uprawach, zarówno w ogrodach, jak i na polach.
Oddziaływanie na inne gatunki w obszarach, gdzie erechtites rośnie jako obcy geograficznie nie jest dobrze rozpoznane. Problematyczny jest ze względu na masowe pojawianie się w miejscach zaburzonych, silną konkurencyjność w stosunku do gatunków rodzimych i uprawianych, odporność na herbicydy oraz stanowienie rezerwuaru dla patogenów.
Liczba chromosomów: 2n = 40.

## Systematyka i taksonomia
W obrębie gatunku wyróżniane są dwie odmiany poza formą typową (var. hieraciifolius):
- var. megalocarpus (Fernald) Cronquist – rośnie na solniskach wzdłuż atlantyckich wybrzeży Stanów Zjednoczonych; rośliny o łodygach i liściach gruboszowatych, z większymi koszyczkami, w których dno kwiatowe osiąga ponad 9 mm średnicy[9]
- var. cacalioides (Fisch. ex Spreng.) Less. ex Griseb.[3]

### Synonimy
Takson opisywany był wielokrotnie pod różnymi nazwami. Za jego synonimy uznawane są nazwy:
- Erechtites agrestis (Sw.) Standl. & Steyerm.
- Erechtites cacalioides (Fisch. ex Spreng.) Less.
- Erechtites carduifolius (Cass.) DC.
- Erechtites hieraciifolius Walp.
- Erechtites praealtus Raf.
- Erechtites sulcata Gardner
- Gynura aspera Ridl.
- Gynura malasica (Ridl.) Ridl.
- Neoceis carduifolia Cass.
- Senecio carduifolius (Cass.) Desf.
- Senecio fischeri Sch.Bip.
- Senecio hieraciifolius L.

Nomenklatura naukowaNazwa rodzajowa Erechtites  uznawana była tradycyjnie za żeńską i nazwa gatunkowa miała dawniej końcówkę żeńską (w tym wypadku Erechtites hieraciifolia – nazwa stosowana w polskiej liście roślin naczyniowych wydanej jeszcze w 2020). Ponieważ zgodnie z artykułem 62.4 międzynarodowego kodeksu nomenklatury botanicznej nazwy rodzajowe z końcówką „-ites” powinny być traktowane jako męskie – końcówka nazwy gatunkowej została odpowiednio zmieniona.